# Балтимор, Дейвид
Де́йвид Ба́лтимор (англ. David Baltimore; род. 7 марта 1938, Нью-Йорк) — американский биохимик, молекулярный биолог и вирусолог, педагог, управленец, популяризатор науки. В 1971 году предложил классификацию вирусов в зависимости от типа геномной нуклеиновой кислоты и способа её репликации. Лауреат Нобелевской премии по медицине (1975).
Президент Калифорнийского технологического института (1997—2006) и Рокфеллеровского университета (1990—1991), профессор Массачусетского технологического института, в котором проработал более четверти века и являлся директором-основателем Whitehead Institute (1982—1990).
Член Национальной академии наук США и Национальной медицинской академии США, а также Американского философского общества, иностранный член Лондонского Королевского общества и Французской академии наук. Удостоен Национальной научной медали (1999).

## Биография
Родился 7 марта 1938 года в Нью-Йорке в еврейской семье, которая вскоре переехала в Квинс и через несколько лет в Грейт-Нек на северном побережье Лонг-Айленда, где он окончил среднюю школу. Его родители были детьми иммигрантов из Российской империи — отец Ричард Исидор Балтимор (1908—1977), чья семья иммигрировала из Виленской губернии, оставшись в 14 лет сиротой и не получив университетского образования, работал в галантерее, а мать Гертруда Липшиц (1909—1988), дочь портного из Одессы, тоже сначала работала в галантерее и уже в зрелом возрасте выучилась на психолога, занималась экспериментальной работой в области гештальтпсихологии, преподавала в нью-йоркской Новой школе и в последние годы жизни на постоянном контракте в Колледже Сары Лоуренс в Бронксвилле. 
Окончил Суортмор-колледж (1960), изучал молекулярную биологию и вирусологию в Массачусетском технологическом институте (1960—1961) и Рокфеллеровском университете, в последнем в 1964 году получил степень доктора философии (PhD), а затем совершенствовался по биохимии вновь в Массачусетском технологическом институте (1964—1965). В 1965—1968 годах научный сотрудник Института биологических исследований им. Дж. Солка в Сан-Диего (штат Калифорния). С 1968 года ассоциированный профессор микробиологии, с 1972 года полный профессор Массачусетского технологического института и в 1982—1990 годах директор-основатель его Whitehead Institute. С 1990 года президент Рокфеллеровского университета. В 1997—2006 годах президент Калифорнийского технологического института, затем эмерит, в настоящее время также Милликановский профессор (Robert Andrews Millikan Professor) биологии.
Председатель Комитета по исследованию СПИДа Национального института здоровья США (с 1986 года), а также консультант по вопросам медицины ряда правительственных учреждений, с 1979 года член учёного совета Научно-исследовательского института имени Х. Вейцмана.
Балтимору принадлежит одно из крупнейших достижений в молекулярной биологии и генетике XX в.: он экспериментально доказал, что носителем генетической информации может быть не только молекула ДНК (дезоксирибоноклуиновой кислоты), что до него не подвергалось сомнению, но и молекула РНК (рибонуклеиновой кислоты), которой до этого приписывалась лишь функция переноса генетической информации от ДНК к белку. Начав в середине 1960-х гг. исследования РНК-содержащих вирусов полиомиелита (ряд лабораторных экспериментов он проводил вместе с женой Элис, микробиологом), Балтимор затем обратился к опухолеродным вирусам, многие из которых также содержали РНК, но не содержали ДНК. В серии экспериментов конца 1960-х — начала 1970-х гг. Балтимор установил, что способность РНК-содержащих вирусов поражать клетки тканей человека и животных — это следствие так называемой обратной транскрипции, то есть возможности передачи генетической информации не от ДНК к РНК, затем к белку (транскрипция), а, наоборот, от молекулы РНК к ферменту ДНК — полимеразе (ревертазе) и уже от него к клетке, которая в результате перерождается в опухолевую. Открытие (одновременно с Хоуардом Темином и независимо от него) обратной транскрипции позволило Балтимору раскрыть механизм возникновения многих форм злокачественных опухолей и лейкозов. После 1973 года Балтимор открыл и описал восемь ранее неизвестных онкогенных вирусов, относящихся к так называемым ретровирусам (к последним принадлежат также возбудители гепатита и СПИДа). В то же время Балтимор на базе этого открытия разработал методы искусственного синтеза генов, определяющих структуру белка в молекулах гемоглобина человека, заложив, таким образом, основы генной инженерии.
За эти открытия в 1975 году он был удостоен Нобелевской премии по физиологии и медицине (совместно с Темином и Р. Дульбекко).
Кроме того, в 1986 году Балтимор совместно с Сином (Sen) открыли один из наиболее ключевых транскрипционных факторов — NF-kB. Этот фактор до сих пор активно изучается, и уже показано, что он вовлечён в реализацию почти всех ключевых процессов в клетках эукариот.
Балтимор принадлежит к тем учёным, которые видят опасность злоупотребления достижениями генной инженерии и выступают за мораторий на некоторые направления исследований в этой области.
Он подписал «Предупреждение учёных человечеству» (1992), а в 2016 году — письмо с призывом к Greenpeace, Организации Объединённых Наций и правительствам всего мира прекратить борьбу с генетически модифицированными организмами (ГМО).
Член Национальной академии наук США (1974) и Национальной медицинской академии США (1988), Американского философского общества (1997) и Американской академии искусств и наук (1974), Папской академии наук (1978), иностранный член Лондонского Королевского общества (1987), Европейской академии (1999) и Французской академии наук (2000), член EMBO (1983) и Американской ассоциации иммунологов (1984), а также Американской ассоциации содействия развитию науки, почётный доктор ряда американских и зарубежных университетов, в частности Рокфеллеровского университета (2004).

## Награды и отличия
- Gustav Stern Award in Virology (1970)
- Warren Triennial Prize (1971)
- Eli Lilly and Company-Elanco Research Award[нем.] (1971)
- Международная премия Гайрднера (1974)
- NAS Award in Molecular Biology[англ.] (1974)
- Нобелевская премия по физиологии и медицине (1975)
- Behring-Heidelberger Prize Американской ассоциации иммунологов (1990)
- Sir Hans Krebs Medal[англ.] (1997)
- Национальная научная медаль США (1999)
- Warren Alpert Foundation Prize[англ.] (2000)
- Excellence in Mentoring Award Американской ассоциации иммунологов (2009)
- Специальная премия Ласкера-Кошланда за достижения в области медицинской науки (2021)